# Psila arbustorum
Psila arbustorum är en tvåvingeart som beskrevs av Shatalkin 1986. Psila arbustorum ingår i släktet Psila och familjen rotflugor. Inga underarter finns listade i Catalogue of Life.